# Дубровинский, Иосиф Фёдорович
Ио́сиф Фёдорович Дубро́винский (партийный псевдоним Иннокентий, другие: Илья, Иннокентьев, Леонид, 26 (14) августа 1877 Покровское-Липовец Орловской губернии — 1 июня (19 мая) 1913 Туруханск) — российский революционер, большевик. Старший брат Якова Дубровинского.

## Ранние годы
Родился в семье купца-арендатора. Во время учёбы в Курском реальном училище с 1893 г. участвовал в кругах народовольцев, позднее стал марксистом. В 1895 году семья перебралась в Орёл, где Иосиф начал учиться в 6-м (дополнительном) классе Александровского реального училища, закончить который не сумел из-за участия в революционной деятельности.
В 1896 г. возглавил социал-демократическую организацию Калуги. Стал одним из руководителей московского «Рабочего союза», но в декабре 1897 г. был арестован и, в ноябре 1898 г., отправлен в ссылку на 4 года.

## В ссылке
Заболев туберкулёзом, в 1902 г. был переведён в Астрахань. Установил связь с «Искрой» и стал её активным корреспондентом. После 2-го съезда РСДРП (1903), на котором произошёл раскол между большевиками и меньшевиками, примкнул к большевикам и был кооптирован в ЦК РСДРП. Переехал в Самару в июле 1903 г., где возглавил местную социал-демократическую организацию. В 1904—1905 гг. искал пути объединения с меньшевиками. В феврале 1905 г. арестован. В тюрьме пишет декларацию о поддержке Ленина. Выйдя в октябре на свободу, продолжил партийную работу в Москве, был членом МК РСДРП.

## Во время Первой русской революции
В ноябре того же года выехал в Петербург, участвовал в революционном выступлении моряков Кронштадта. Вернувшись в Москву стал одним из руководителей Декабрьского вооружённого восстания. Летом 1906 г. подготовил Московскую областную партийную конференцию. В сентябре был арестован на одном из партийных собраний в Петербурге. Выйдя из тюрьмы в феврале 1907 г., участвовал в подготовке V-го съезда РСДРП. В марте того же года, на собрании, посвящённом выборам делегатов на съезд, был вновь арестован. Ссылка Дубровинского была заменена высылкой за границу.

## Гибель
На V-м съезде РСДРП в Лондоне (1907) был избран членом ЦК. Нелегально вернулся в Петербург, где восстанавливал разрушенные партийные организации. В ноябре 1908 года был арестован и сослан в Вологду, а затем в Сольвычегодск, откуда бежал за границу в Париж. Был членом редакции газеты «Пролетарий». На заседании пленума ЦК РСДРП (1910) настаивал на примирении с меньшевиками. Весной того же года выехал в Россию для работы в Русском бюро ЦК и в Московской организации. В июне был предан провокатором Малиновским. Арестован и выслан на 4 года в Туруханский край. Погиб 20 мая 1913 г., утонув в Енисее. Его тело было найдено лишь через месяц и захоронено около д. Мироедихино политическими ссыльными. По решению ЦК партии были собраны деньги на памятник и отправлены в Красноярск. В июне 1916 г. по решению Красноярской партийной организации тело было перевезено в Красноярск и похоронено на городском кладбище. В. Набоков в рассказе «Истребление тиранов» связывает  смерть революционера со Сталиным.

## Известные люди о Дубровинском
Сталин высоко оценил революционные заслуги Дубровинского:

Я далёк от того, чтобы претендовать на полное знакомство со всеми организаторами и строителями нашей партии, но должен сказать, что из всех знакомых мне незаурядных организаторов я знаю — после Ленина — лишь двух, которыми наша партия может и должна гордиться: И. Ф. Дубровинского, который погиб в туруханской ссылке, и Я. М. Свердлова, который сгорел на работе по строительству партии и государства— «Пролетарская Революция», № 11 (34), ноябрь 1924 г.

## Память
В Орле в честь И.Дубровинского названа одна из набережных реки Оки. Также есть улицы Дубровинского в Курске, Астрахани, Яранске, Покровском, Красноярске (там - названа в честь его брата Якова, которого расстреляли в 1918 году).

## Образ Дубровинского в искусстве

### Кинематограф
- «Товарищ Иннокентий» (Ленфильм, 1981) — Сергей Мартынов

### Художественная литература
- Сартаков С. В. А ты гори, звезда!
- Вербин С. Памяти товарища Д. // Полдень. XXI век, № 9, 2011.